# Christophe Impens
Christophe Impens (* 9. Dezember 1969 in Gent) ist ein ehemaliger belgischer Leichtathlet, der sich auf den Mittelstreckenlauf spezialisiert hat. Er war lange Zeit Inhaber des Landesrekordes im 1500-Meter-Lauf und gewann 1996 die Silbermedaille über 3000 Meter bei den Halleneuropameisterschaften in Stockholm.

## Sportliche Laufbahn
Erste internationale Erfahrungen sammelte Christophe Impens im Jahr 1987, als er bei den Junioreneuropameisterschaften in Birmingham mit 3:54,47 min in der ersten Runde im 1500-Meter-Lauf ausschied. Im Jahr darauf belegte er bei den Juniorenweltmeisterschaften in Greater Sudbury in 3:51,73 min den achten Platz und 1990 kam er bei den Europameisterschaften in Split mit 3:41,64 min nicht über die Vorrunde hinaus. 1992 verpasste er bei den Halleneuropameisterschaften in Genua mit 3:45,24 min den Finaleinzug und im Jahr darauf schied er bei den Hallenweltmeisterschaften in Toronto mit 7:56,07 min ebenfalls im Vorlauf aus. Im August schied er bei den Weltmeisterschaften in Stuttgart mit 3:42,85 min im Halbfinale aus. 1994 schied er bei den Halleneuropameisterschaften in Paris mit 8:00,59 min in der Vorrunde im 3000-Meter-Lauf aus und im Sommer schied er bei den Europameisterschaften in Helsinki mit 3:41,25 min im Vorlauf über 1500 Meter aus. Im Jahr darauf schied er bei den Weltmeisterschaften in Göteborg mit 3:44,86 min im Semifinale aus und 1996 gewann er bei den Halleneuropameisterschaften in Stockholm in 7:50,19 min die Silbermedaille über 3000 Meter hinter dem Spanier Anacleto Jiménez. Im Sommer nahm er über 1500 Meter an den Olympischen Sommerspielen in Atlanta teil und schied dort mit 3:37,64 min im Halbfinale aus. 1997 gelangte er bei den Hallenweltmeisterschaften in Paris mit 3:42,89 min auf den neunten Platz und beendete im selben Jahr seine aktive sportliche Karriere im Alter von 28 Jahren.
In den Jahren 1991 und von 1993 bis 1997 wurde Impens belgischer Meister im 1500-Meter-Lauf im Freien sowie von 1991 bis 1993 und von 1995 bis 1997 in der Halle. Zudem wurde er 1991 und 1992 Landesmeister im Crosslauf.

## Persönliche Bestleistungen
- 1500 Meter: 3:34,13 min, 23. August 1996 in Brüssel
  - 1500 Meter (Halle): 3:38,01 min, 12. Februar 1997 in Gent
- Meile: 3:54,92 min, 25. August 1996 in Sheffield
  - Meile (Halle): 3:54,13 min, 12. Februar 1997 in Gent
- 2000 Meter: 4:56,10 min, 10. Juli 1996 in Nizza
- 3000 Meter: 7:50,49 min, 31. August 1996 in Tessenderlo
  - 3000 Meter (Halle): 7:49,78 min, 7. Februar 1996 in Gent